# Щуровский, Григорий Ефимович
Григо́рий Ефи́мович Щуро́вский (30 января (11 февраля) 1803 — 20 марта (1 апреля) 1884) — русский геолог, палеонтолог, анатом; первый профессор геологии и минералогии Московского университета, занимавший эту кафедру около 50 лет (1835—1884), один из основателей и первый президент Общества любителей естествознания, антропологии и этнографии.

## Биография
Родился 30 января (11 февраля) 1803 года в городе Москве, в мещанской семье. Настоящая его фамилия неизвестна, поскольку мать, Мария Герасимовна, была вынуждена из-за бедности отдать сына в Воспитательный дом, где он получил фамилию Щуровский — по фамилии купца Щурова, пожертвовавшего деньги на его воспитание.
С 1814 года учился в гимназии при Воспитательном доме и в 1822 году был определён опекунским советом на медицинский факультет Московского университета, который окончил в 1826 году со званием лекаря 1-го отделения; был оставлен в университете для подготовки к экзамену на степень доктора медицины. Кроме медицинского факультета посещал лекции и на физико-математическом, в основном — по химии, физике, зоологии и ботанике. Одновременно давал уроки в пансионе Вейденгаммера, где учился в это время Иван Тургенев с братом.
В 1828 году, после успешных экзаменов на степень доктора и акушера был определён преподавателем физики и естественной истории в благородном отделении Воспитательного дома, где состоял до октября 1835 года (с августа 1831 года — врачом-ординатором). В 1829 году защитил диссертацию о рожистых заболеваниях «Dissertatio inaguralis patologo-therapeutica de erispelate» и утверждён в степени доктора медицины.
В августе 1832 года занял кафедру естественной истории на медицинском факультете Московского университета; в августе 1833 года утверждён адъюнктом. Занимался зоологией и сравнительной анатомией, успев написать по этим наукам несколько специальных статей, опубликованных в «Ученых записках Московского университета» и издать в 1834 году первую часть учебника сравнительной анатомии под заглавием «Органология животных», в которой он развивал эволюционные идеи французского зоолога Ж. Сент-Илера.
В 1834 году был назначен лектором минералогии на физико-математическом факультете. Одновременно преподавал естественную историю в Дворянском институте. В 1835 году утверждён экстраординарным профессором кафедры минералогии и геогнозии 2-го отделения философского факультета; с 1839 года — ординарный профессор. Одновременно, с октября 1835 года стал преподавать естественную историю и физику в Александровском сиротском институте (до марта 1839 года).

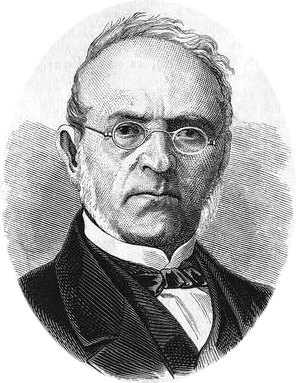
Г. Е. Щуровский, 1869

В 1838 (1840?) году совершил путешествие на Урал, а в 1844 году — на Алтай. Во время первой экспедиции он посетил районы Среднего и Южного Урала, изучал разрезы тектонических структур и рудопроявлений, обследовал и описал (частично по литературным данным) многочисленные месторождения рудных и нерудных полезных ископаемых, драгоценных и полудрагоценных камней. Путешествуя по Алтаю, он исследовал местные золотые россыпи для определения геологической эпохи их образования. Посетил Змеиногорский, Золотушинский, Риддерский рудники, Локтевский завод, Колыванское озеро. Изучал геологическое строение Салаирского кряжа, Кузнецкой котловины, осмотрел местные рудники и заводы, золотые прииски. Результатом экспедиции явилось фундаментальное исследование «Геологическое путешествие по Алтаю», в котором дана полная и точная характеристика минералов, входящих в состав горных хребтов, указаны условия их образования. Щуровский выдвинул и обосновал гипотезу отделения от Алтайской горной системы меридионального хребта Ала-Тау, имеющего по своему направлению и геологическому строению другую структуру. Точка зрения Щуровского впоследствии утвердилась в геологической науке.
Собранные Щуровским коллекции послужили основанием геологических и минералогических коллекций геологического кабинета Московского университета, устройству которого, популяризаторской и профессорской деятельности были посвящены последующие годы его службы.
Вместо ставшего ректором Д. М. Перевощикова 26 мая 1848 года Г. Е. Щуровский был утверждён деканом физико-математического отделения философского факультета и занимал эту должность, пока его не сменил 11 января 1850 года профессор ботаники А. Г. Фишер фон Вальдгейм. С 1854 года Щуровский — действительный статский советник; с 1860 года — заслуженный профессор Московского университета. В 1860—1863 годах Щуровский вновь на должности декана — физико-математического факультета.
В 1861 году по его предложению кафедра минералогии и геогнозии была разделена на две: кафедру минералогии и кафедру геогнозии и палеонтологии, которой он стал заведовать до своей отставки в 1880 году.
В 1868—1869 годах — проректор и исполняющий должность ректора университета. Почётный член Московского университета с 1878 года.
В 1871 году получил чин тайного советника.
Один из основателей и первый председатель Музея прикладных знаний (ныне — Политехнический музей). 
Г.Е. Щуровский проявил себя и как человек, хорошо понимающий ценность популяризации науки. Он первым начал проводить геологические экскурсии для обучения студентов и широкой публики. Известный геолог, основатель московской школы геологов, популяризатор геологии был почетным членом многих университетов, обществ, награждён орденами.
Скончался 20 марта (1 апреля) 1884 года в городе Москве. Похоронен на Ваганьковском кладбище (4 уч.).

## Награды
- 1846 — Орден Святой Анны 3-й степени
- 1848 — Орден Святой Анны 2-й степени; с императорской короной (1851)
- 1857 — Орден Святого Владимира 3-й степени
- 1861 — Орден Святого Станислава 1-й степени
- 1867 — Орден Святой Анны 1-й степени

## Членство в организациях
- Член Московского общества исследователей природы.
- Основатель и первый пожизненный (1863—1884) президент Общества любителей естествознания, антропологии и этнографии

## Память
- В 1871 году в честь Г. Е. Щуровского А. П. Федченко назвал ледник и вершину на Памиро-Алае в Туркестанском хребте (в районе Матчи, 39°36′42″ с. ш. 70°34′48″ в. д.HGЯO)[2].

В честь Г. Е. Щуровского были названы ископаемые организмы:
- Parallelodon schourovskii Rouillier & Vosinsky, 1847 — вид двустворчатых моллюсков, верхняя юра европейской части России.
- Stschurovskya Dovaisky, 1941 — род головоногих моллюсков, верхняя юра юго-востока европейской части России.
- Laugeites stchurovskii Nikitin, 1881 — вид головоногий моллюск, верхняя юра европейской части России.